# 발테르 마토셰비치
발테르 마토셰비치(크로아티아어: Valter Matošević, 1970년 6월 11일~)는 크로아티아의 핸드볼 선수, 지도자로 포지션은 골키퍼이다. 현역 시절 국제 대회에 유고슬라비아와 크로아티아 국가대표로 참가했으며 크로아티아 대표팀 선수로서 1996년과 2004년 하계 올림픽에서 금메달을 획득했다.